# Autoroute A6 (Suisse)
Pour les articles homonymes, voir A6.
L'autoroute A6 est une autoroute de Suisse d'une longueur de 71 km reliant Bienne dans le Seeland à Wimmis dans l'Oberland bernois en passant par Lyss, Berne et Thoune. Entièrement située dans le canton de Berne, elle a une grande importance régionale. Elle est une semi-autoroute cantonale de Bienne à Lyss, une autoroute cantonale de Lyss à Schönbühl puis une route nationale jusqu'à Wimmis. Son tracé suit dans les grandes lignes celui de la route principale 6. L'A6 constitue un tronçon de la route européenne 27 entre Bienne et Berne et de la route européenne 25 entre Schönbühl et Berne. L'A6 passera dans le giron des routes nationales en 2020, à la suite de l'acceptation du Fonds d'infrastructures routières FORTA par le peuple Suisse le 12 février 2017.

## Histoire
Initialement, il était prévu de prolonger l'A6 afin qu'elle rejoigne l'A9 dans la vallée du Rhône en Valais. Pour ce faire elle devait remonter le Simmental par Zweisimmen et Lenk et franchir la crête nord des Alpes bernoises par un tunnel sous le Rawil, mais le projet fut abandonné en 1986. Lors de la construction de la galerie de sondage (qui a débuté en juillet 1976 au portail sud), des fissures apparurent en effet sur le barrage de Tseuzier. L’office ordonna alors (le 3 avril 1979) l'arrêt des travaux d'excavation de la galerie de sondage ; à ce stade, elle avait une longueur de 3 236 m et son extrémité se situait à environ 1,5 km au nord-est du barrage. L’Assemblée fédérale modifia ensuite - le 19 décembre 1986 - l'arrêté fédéral sur le réseau des routes nationales, renonçant à la réalisation du tronçon de la N6 Wimmis - tunnel du Rawyl - Uvrier.

## Parcours

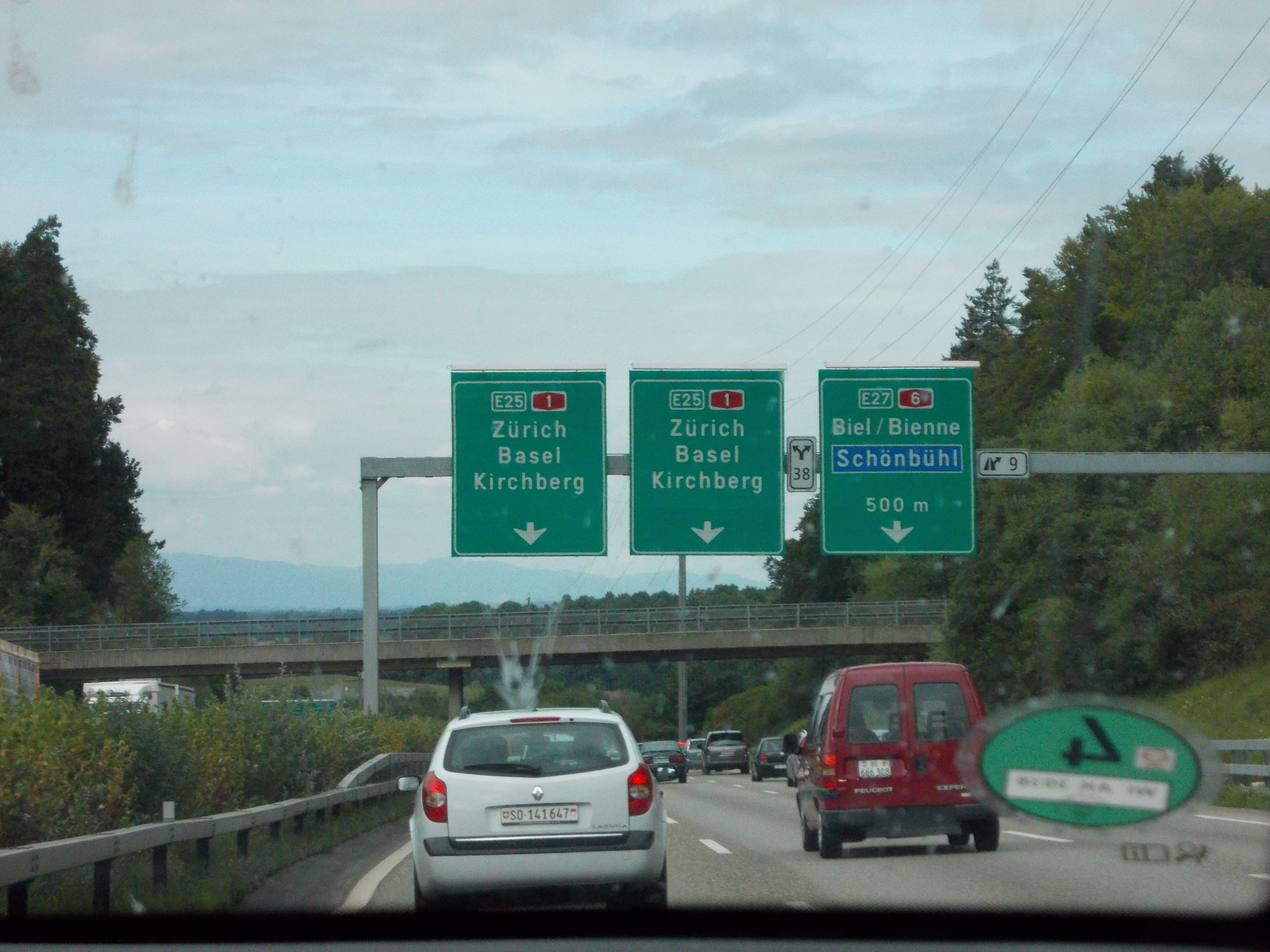
Échangeur de Schönbühl en direction de Bienne.

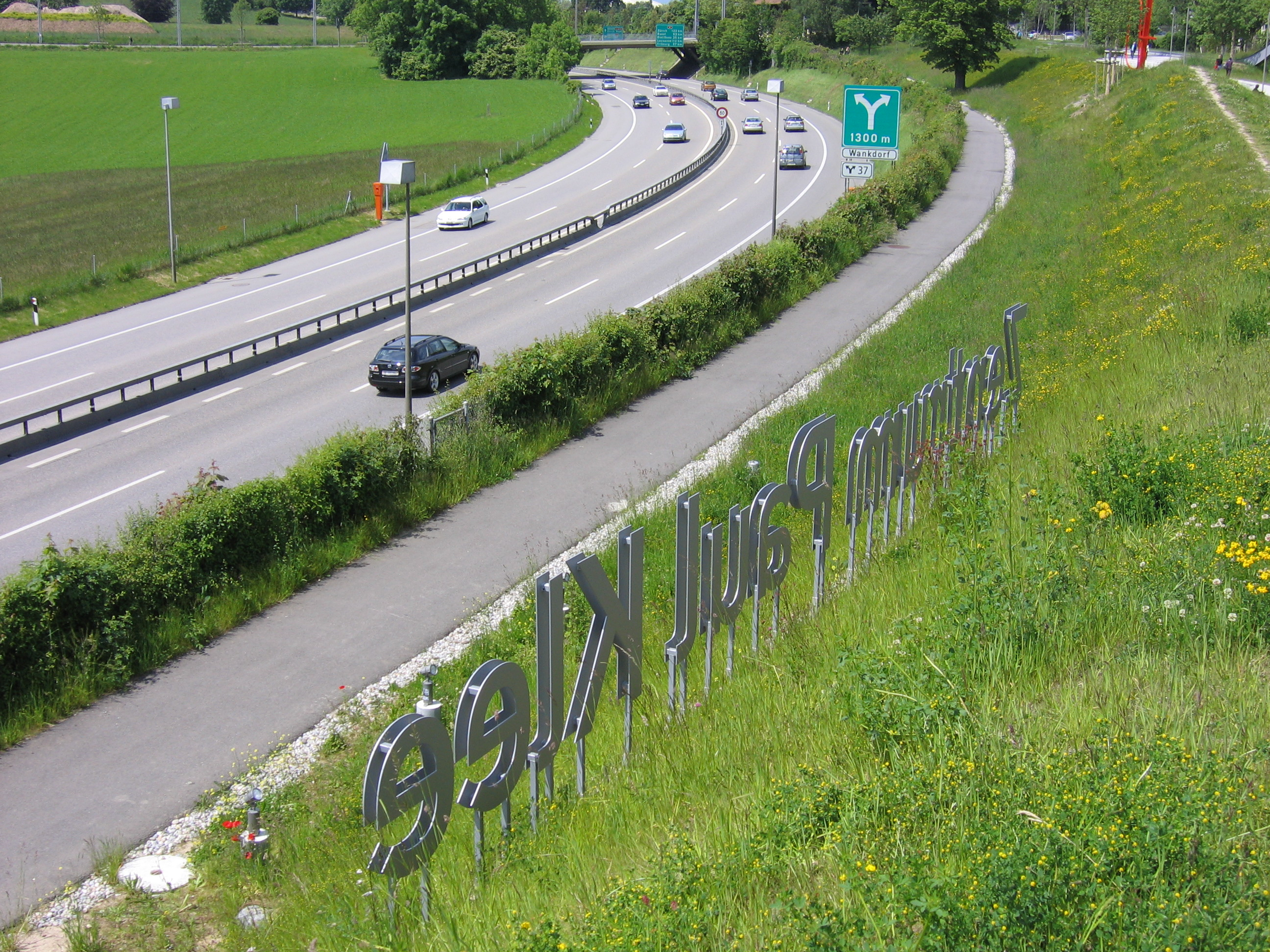
L'A6 entre les sorties d'Ostring et Bern-Wankdorf.

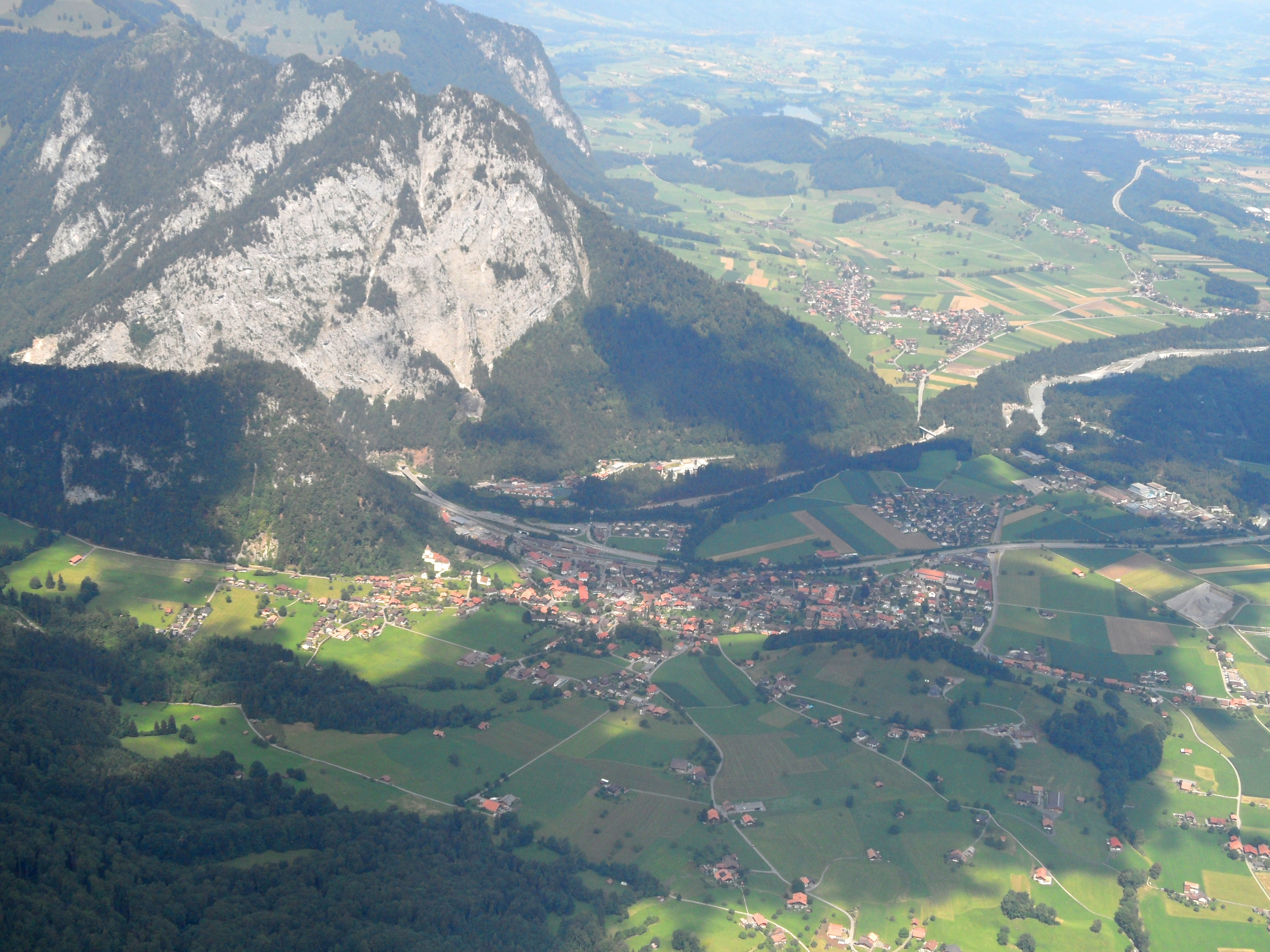
Fin de l'autoroute à Wimmis, ainsi que le pont sur la Simme et l'entrée du tunnel du Simmefluh de la semi-autoroute menant à la H11.

Reliant Bienne à Wimmis, près de Spiez, dans le canton de Berne, elle traverse Lyss, Berne et Thoune.
|               | N° | km | Nom                     | Directions                                      | Remarques                                                            |
| ------------- | -- | -- | ----------------------- | ----------------------------------------------- | -------------------------------------------------------------------- |
| Sortie        |    |    | Bienne                  | Bienne,                                         |                                                                      |
| Sortie        | 2  |    | Port                    | Port,                                           |                                                                      |
| Échangeur     |    |    | Brüggmoos               | (Yverdon-Neuchâtel-Bienne-Soleure)              | Bretelle de liaison de l'A5 en construction principalement en tunnel |
| Sortie        | 3  |    | Brügg                   | Brügg,                                          | (début du tronçon)                                                   |
| Sortie        | 4  |    | Studen                  | Studen, Worben                                  |                                                                      |
| Sortie        | 5  |    | Lyss-Nord               | Lyss-Nord,                                      |                                                                      |
| Sortie        | 6  |    | Lyss-Süd                | Lyss-Süd, , Aarberg                             |                                                                      |
| Sortie        | 7  |    | Schüpfen                | Schüpfen,                                       |                                                                      |
| Sortie        | 8  |    | Münchenbuchsee          | Münchenbuchsee,                                 |                                                                      |
| Sortie        | 9  |    | Schönbühl               | Schönbühl,                                      |                                                                      |
| Échangeur     | 9  |    | Schönbühl               | (Genève-Lausanne-Berne-Zurich-St. Margrethen)   | (début du tronçon)                                                   |
| Restoroute    |    |    | Restoroute de Grauholz  |                                                 |                                                                      |
| Échangeur     | 37 |    | Wankdorf                | (Genève-Lausanne-Berne-Zurich-St. Margrethen)   | (fin des tronçons)                                                   |
| Sortie        | 37 |    | Bern-Wankdorf           | Bern-Wankdorf, Ostermundigen, BEA expo, Polizei |                                                                      |
| Sortie        | 12 |    | Bern-Ostring            | Bern-Ostring,                                   |                                                                      |
| Sortie        | 13 |    | Muri                    | Muri, Luzern, Langnau i.E                       |                                                                      |
| Sortie        |    |    | Rüfenacht               | Rüfenacht, Worb                                 | Bretelle de sortie de Rüfenacht                                      |
| Sortie        | 14 |    | Rubigen                 | Rubigen, Münsingen, Belp, Aéroport              |                                                                      |
| Restoroute    |    |    | Restoroute de Münsingen |                                                 |                                                                      |
| Sortie        | 15 |    | Kiesen                  | Kiesen, Langnau i.E, Konolfingen                | Bretelle de sortie de Kiesen                                         |
| Sortie        | 16 |    | Thun-Nord               | Thun-Nord, Gunten, Heimberg, Steffisburg        |                                                                      |
| Sortie        | 16 |    | Steffisburg             | Steffisburg, 221.1                              | Bretelle de sortie de Thoune-Nord/Steffisburg                        |
| Sortie        | 17 |    | Thun-Süd                | Thun-Süd                                        |                                                                      |
| Aire de repos |    |    | Buchholz                |                                                 |                                                                      |
| Échangeur     | 18 |    | Lattigen                | vers Interlaken, Lötschberg , Spiez             |                                                                      |
| Sortie        | 2  |    | Wimmis                  | Wimmis,                                         |                                                                      |
| Sortie        |    |    | Wimmis                  | Wimmis, Zweisimmen                              |                                                                      |

## Ouvrages d'art
- Viaduc sur le canal de Nidau-Büren
- Viaduc de Bundkofen sur la H6 et la ligne ferroviaire entre Lyss-Sud et Schüpfen
- Tranchée couverte du Sonnenhof entre Berne-Ostring et Murri
- Pont sur l'Aar après Thoune-Nord
- Tranchée couverte de l'Allmend entre Thoune-Nord et Thoune-Sud
- Pont sur la Kander entre Thoune-Sud et l'échangeur de Lattigen
- Pont sur la Simme à Wimmis
- Tunnel du Simmeflue entre Wimmis et la fin de la semi-autoroute